# گمینا پچیم
گمینا پچیم (به لهستانی:  Gmina Pcim) یک گمینا در لهستان است که در شهرستان مشلنگتسه واقع شده‌است. گمینا پچیم ۸۸٫۵۹ کیلومتر مربع مساحت و ۱۰٬۳۲۷ نفر جمعیت دارد.